# Albrecht Günther (Schwarzburg-Rudolstadt)
Albrecht Günther Graf von Schwarzburg-Rudolstadt (* 8. August 1582 in Rudolstadt; † 20. Januar 1634 in Erfurt) war von 1612 bis 1634 regierender Graf von Schwarzburg-Rudolstadt und gehörte zum Geschlecht der Schwarzburger.

## Leben

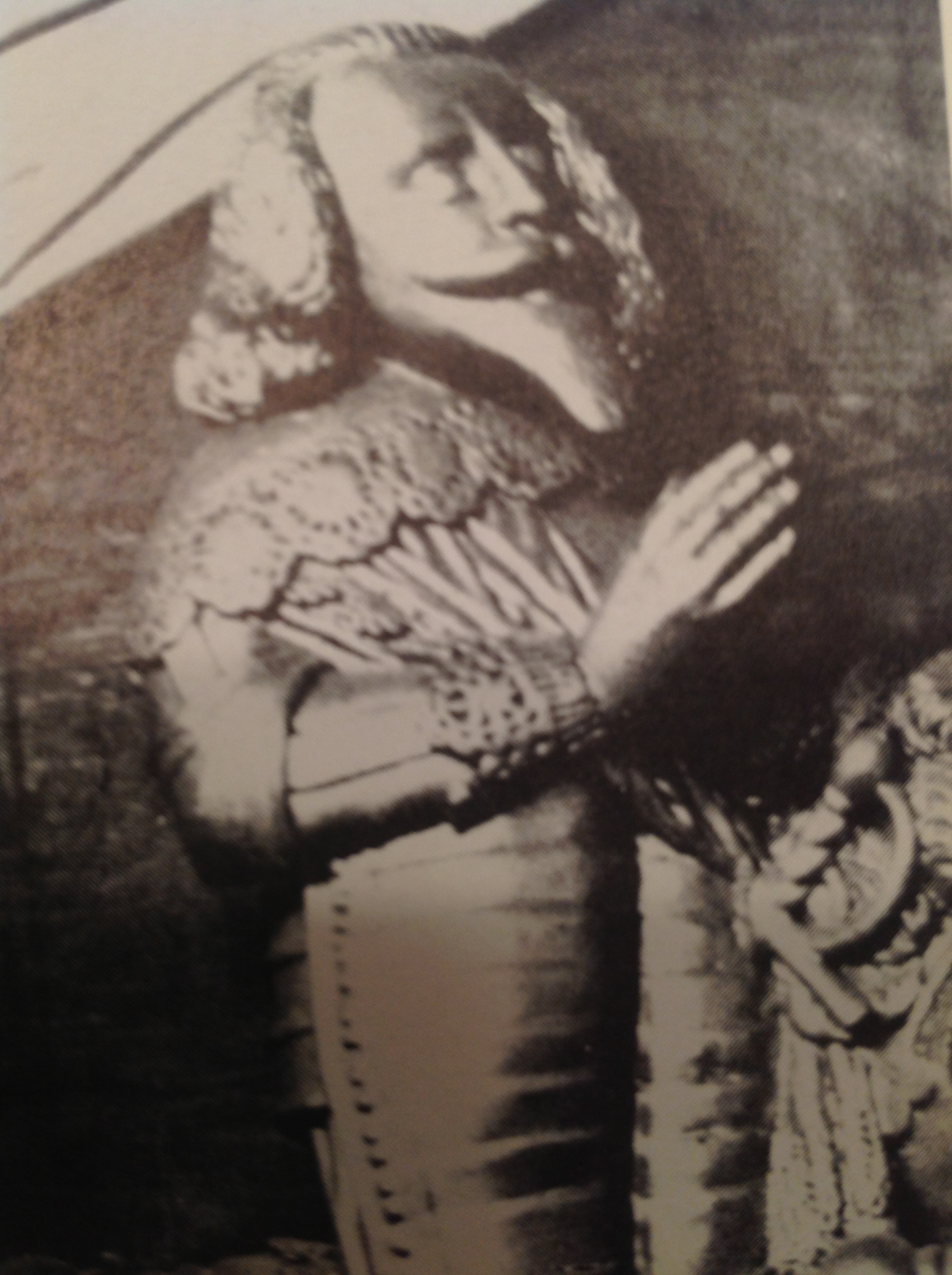
Graf Albrecht Günther von Schwarzburg-Rudolstadt

Albrecht wurde am 8. August 1582 als Sohn von Albrecht VII. von Schwarzburg-Rudolstadt und seiner Ehefrau Juliane geboren. Seine Brüder waren Karl Günther und Ludwig Günther I. Der Graf wurde 1598 zusammen mit seinem Bruder Ludwig Günther zur Ausbildung an die Universität Jena geschickt. 1601 folgte eine Bildungsreise verbunden mit Studien nach Straßburg. Als Reiseziel folgte anschließend 1602 Paris. Die Reisegruppe kehrte 1604 nach Rudolstadt zurück.
Im Jahr 1605 verstarb der Vater Graf Albrecht VII. Sämtliche drei Söhne hatten Anspruch auf die Regierung. Es wurde beschlossen, Karl Günther solle als der älteste Bruder sechs Jahre lang die Regierungsgeschäfte führen. Albrecht Günther ging nach Paris zurück und lebte dort von 1606 bis 1612. Die Aufwendungen für die Lebensführung des Grafen in Paris waren beachtlich. Im Jahr 1612 wurde dann die Grafschaft in drei Teile aufgeteilt. Albrecht Günther erhielt den Ilmschen Teil, Karl Günther den Rudolstädter Teil und Ludwig Günther den Frankenhäuser Teil. Als Residenz hatte Albrecht Günther nunmehr Stadtilm. Dort war ein Schlossbau in Angriff zu nehmen. Die Brüder arbeiteten auf bestimmten Gebieten wie bei Behörden, beim Schuldendienst und bei der Versorgung von Schwestern zusammen. 1624 wurde die Regentschaft in der Grafschaft Schwarzburg-Rudolstadt neu organisiert, und es kam zu einem Wechsel der Besitzungen. Albrecht Günther erhielt nun Frankenhausen, Karl Günther Rudolstadt und Ludwig Günther Stadtilm. Das Verhältnis der Brüder war wegen der Besitzteilungen angespannt. Am 24. September 1630 starb Karl Günther kinderlos. Albrecht Günther erhielt nach Verhandlungen Rudolstadt.
Der Graf starb am 20. Januar 1634 auf einer Reise in Erfurt. Der überlebende Bruder Ludwig Günther regierte bis 1646.